# Бычков, Вячеслав Павлович
Вячесла́в Па́влович Бычко́в (28 января [9 февраля] 1877, Ярославль — 4 июня 1954, Москва) — русский и советский живописец, график.

## Биография
Родился 28 января 1877 года в Ярославле, в купеческой семье.
Начальное художественное образование получил в Ярославских городских классах рисования у П. А. Романовского.
В 1896 году поступил Московское училище живописи, ваяния и зодчества, где обучался у К. Н. Горского, А. М. Корина, С. Д. Милорадовича, Н. А. Касаткина, А. Е. Архипова, Л. О. Пастернака. С 1903 года — в мастерской В. А. Серова и К. А. Коровина. В 1902 году за рисунок и 1903 году за этюд был награждён малыми серебряными медалями, а в 1907 году за картину «В базарный день (В торговый день)» (в настоящее время находится в собрании Переславского музея-заповедника) — награждён большой серебряной медалью. В 1908 году окончил училище со званием классного художника.
С 1919 года работал в Комиссии по охране памятников искусства и старины при Моссовете; был одним из организаторов 3-го Пролетарского музея.
С 1925 года — член и экспонент АХРР, а с 1927 года — один из учредителей Объединения художников-реалистов.
Преподавал рисование и черчение с 1902 по 1918 и с 1920 по 1942 год в московских школах. С 1945 по 1954 год — преподаватель в Московском областном художественном училище памяти 1905 года.
Скончался 4 июня 1954 года в Москве. Похоронен на Богородском кладбище.

## Творчество
В летние месяцы в период 1903—1920 годов выезжал для работы на Волгу, под Кинешму.
Произведения Бычкова находятся в Государственной Третьяковской галерее, ряде региональных музеев — Ярославском художественном музее, Переславском музее-заповеднике и других.

### Выставки
С 1896 — участник выставок (ученическая, МУЖВЗ).
- Экспонировал свои произведения на выставках Союза русских художников:
  - 1910—1918,
  - 1922—1923;
  - с 1917 — член объединения,
  - в 1908—1923 — заведующий выставками,

также,
- 1910—1914 — экспонировал свои произведения на выставках Ярославского художественного общества
  - и других.

международные

Вячеслав Павлович Бычков принимал участие во многих выставках советского искусства за рубежом:
- передвижных выставках по:
  - 1924—1925 — США и
  - 1926—1927 — Японии,
- выставках в:
  - 1929 — Кёльне, Нью-Йорке, Филадельфии,
  - 1929 — Бостоне.

персональные

Ретроспективные выставки творчества Бычкова прошли:
- 1950 — в Москве,
- 1973 — в Москве,
- 1985 — в Ярославле.

## Награды
- 1916 год — был удостоен первой премии на конкурсе Московского общества любителей художеств за картину «У каруселей» (местонахождение неизвестно).